# Feliciano Amaral
Feliciano Amaral (Miradouro, 20 de outubro de 1920 — Porto Velho, 7 de julho de 2018) foi um pastor batista e cantor de música sacra cristã.

## Biografia
Feliciano Amaral nasceu na Cidade de Miradouro no estado de Minas Gerais.Filho de Júlio Augusto do Amaral e de Palmira Maria da Conceição, foi músico, sapateiro e cantor popular. Foi batizado em 7 de março de 1943, na Igreja Batista de Muriaé.
Já na cidade do Rio de Janeiro, estudou Teologia no Seminário Teológico Betel. Pastoreou várias igrejas inclusive a Primeira Igreja Batista da Pavuna, onde foi seminarista. Em 1947 casou-se com Elza Rocha do Amaral.
Começou as atividades como cantor evangélico em 1948, com a gravação do 1º disco de 78 rpm do catálogo da gravadora Atlas, ligada à Convenção Batista Brasileira. Este é um dos primeiros registros sonoros de música evangélica do País, mesmo sendo antecedido de outras produções.
Em 1953 foi organizada a Primeira Igreja Batista de Croslândia com membros oriundos da Primeira Igreja Batista de Montes Claros-MG, O pastor Feliciano do Amaral e sua esposa Elza Rocha do Amaral desenvolveu um ministério até 1967 quando retornou a Belo Horizonte. A Primeira Igreja Batista de Croslândia foi a base para organizar outras igrejas na região. O templo foi reformado em 2008 pelo Pr. Cláudio Pereira da Costa  com recursos do patrimônio histórico.
Feliciano Amaral também está no Guiness Book como o cantor que esteve há mais tempo em atividade no mundo. No meio evangélico, depois de Feliciano Amaral atuando como cantores vieram Luiz de Carvalho (in memoriam- gravando o 1º LP evangélico em 1958, intitulado "Musical Boas Novas"), Edgar Martins (in memorian), Josué Barbosa Lira (in memorian),Victorino Silva, dentre muitos outros pioneiros da música evangélica desta época.
Feliciano Amaral interpretou  canções como: "Oração de Davi", "Céu aberto", "O mar", "Ao meu Redor", "O Rosto de Cristo", "Rio Profundo", "Sou Filho do Rei", "O Jardim de Oração", entre outras.
Em 2003 Feliciano Amaral recebeu um reconhecimento público, quando completou 83 anos, uma Moção de Aplausos e Congratulações da Assembleia Legislativa do Estado do Rio de Janeiro (Alerj). A homenagem foi requisitada pelo deputado Aurélio Marques, como reconhecimento pela dedicação de Feliciano Amaral à obra de Deus e á música cristã.
Em 2007, o cantor gravou o primeiro DVD ao vivo de sua carreira, em Recife, na Igreja Missionária Canaã do pastor Geziel Gomes.
Em 2010, foi agraciado com a Medalha do Mérito Pedro Ernesto, a maior comenda da Cidade do Rio de Janeiro pelo transcurso de seus 90 anos, foi uma homenagem com a presença de mais de 500 pessoas em solenidade coordenada pelo Pastor Marcos Rodrigues Martins.
Após residir em Recife, sendo membro da Igreja Batista da Capunga, o pastor e cantor se mudou para a cidade de Porto Velho, para tratamento de saúde.

## Morte
Feliciano Amaral morreu em 7 de julho de 2018, aos 97 anos, por falência de múltiplos órgãos. Ele estava internado desde o dia 20 de junho com quadro de pneumonia e derrame pleural.

## Discografia
Gravações em 78rpm - Gravadora Atlas
- 35001: Mensagem Real / Vem a Cristo (1948)
- 35002: Voz de Ternura / Redenção
- 35005: Jesus me Guia (Abdinar Cunha Chagas) / Livro da Vida (Feliciano Amaral)
- 35006: Saudade / Exaltai ao Senhor
- 35010: Noite de Paz / Nada Falta - Quarteto com Ruy Brasileiro, Paulo Brasileiro e James Musgrave (1949)
- 35049: Santo Lugar (Feliciano Amaral) / Muito Cedo de Manhã (Alayde Andrade)
- 35051: Cristo Valerá / Das Trevas
- 35052: Segurança / Mais Perto
- 35053: Amor Glorioso / Graça Admirável
- 35054: Nosso Lar / Chamada
- 35055: Dia Festivo / Vai Buscar - Vinde, Meninos
- 35071: Jerusalém Excelsa
- 35073: Companhia Divina / Em Jesus Amigo Temos
- 35074: Ouve-nos, Pastor Divino / Bendita Hora de Oração
- 35103: Meia Noite, Cristãos / O Primeiro Natal
- 35107: Vozes Angelicais / O Mar
- 35111: Auxilia-me, Senhor / Última Hora (Dueto com Edna Harrington)
- 35127: O Olhar de Jesus / Vinde, Marchai (poemas musicados de Gioia Jr.)
- 35130: Eu hei de chegar / Eu vi a Luz (poemas musicados de Gioia Jr.)
- 35136: Seguirei ao meu bom mestre / Foi na Cruz (1957)
- 35137: Não me falaram de Cristo / Ide meu filho procurar (1957)
- 35138: Jesus é a Luz do Mundo / Deixa a Luz do Céu Entrar (1957)
- 35139: Minha Pátria para Cristo / Coro Santo (1957)
- 35140: Brilho Celeste / Glória para Mim (1957)
- 35141: Deus me Guiará / Deus vos Guarde (1957)

 Gravações em 78 rpm - Favoritos Evangélicos
- FA001: Confia em Deus / Eu Sou um Peregrino
- FA002: Lugar para Cristo / Cristo em Belém
- FA003: Espero em Ti / Jesus de Nazaré
- FA004: O Amor de Deus / Meu Pai Cuida de Mim
- FA005: Quando Tudo estiver sobre o Altar / Agora achei meu Salvador
- FA006: Sou de Jesus / Das Trevas para a Luz (com David e Beatriz)
- FA007: Pode o Mundo Ver Cristo em Ti / Abre-me os Olhos
- FA008: Cristo Satisfaz / Vem Visita!
- FA009: Lealdade a Cristo / Contar a Jesus
- FA010: Rica Promessa / Céu para Mim
- FA011: Teu Piloto ainda Sou / A Voz de Jesus
- FA012: O Caminho da Cruz / O Segredo do Viver
- FA014: Excelsa Glória / A Cidade na Luz do Glorioso Jesus
- FA017: Banquete de Belshazzar / Pudesse contar toda Glória
- FA018: Eu vou cantar no Céu / Getsêmane
- FA019: Jesus me Salvou / A Bela Terra
- Fala à Minha Alma / Abro a Porta às Crianças (com as Filhas do Rouxinol)
- FA021: Está Aqui / Os Guerreiros se Preparam
- FA025: Sob as Estrelas / Na Manjedoura

Gravações em Compactos e Extended Play - 45 rpm
- Feliciano Amaral canta para o mundo cristão
- 001: Inspiração Matinal
- 008: O Amor de Deus
- 015: Face a Face
- 016: Hoje Sou Feliz
- 024: Rei Excelso
- 036: Talvez uns Cantem...
- 041: Na Manjedoura (Músicas de Natal)
- 043: Mãe Querida

Gravações em LP - Atlas
- 65001: Feliciano Amaral e Conjunto Atlas

Gravações em LP - Favoritos
- À Sombra da Cruz (1961)
- Fica Conosco, Senhor (1961)
- O Mar é criação do Senhor (1962)
- Rio Profundo (1963)
- Confia em Deus, O Filho Pródigo e Sonda-me, ó Deus - Coletâneas com os melhores discos 78rpm
- Saudade - Homenagem: coletânea com hinos do Cantor Cristão de autoria de Manuel Avelino de Souza (1964)
- À Luz do seu Amor (1964)
- Cristo, A Única Esperança (1965, campanha de Billy Graham no Brasil)
- Que Maravilha! (1967)
- 20 anos de Bençãos á sombra da Cruz (1968)
- Dá-me tua mão, Pai (1969)
- De Valor em Valor (1971)
- O Eterno Fanal (1973)
- Sou de Jesus e O Amor de Deus - Coletâneas de discos compactos e 45 rpm (1975)
- A Imagem de Deus (1976)
- Grande é o Senhor
- Jesus Companheiro (Som Evangélico, 1976)

Gravações Independentes
- Céu Aberto (1978)
- Deus Proverá - com músicas do hinário Salmos e Hinos (1980)
- Oração de Davi (1981) - 74º maior álbum da música cristã brasileira
- Sou Feliz (1982)
- Desejo Ver Meu Rei (1983)
- Feliciano interpreta a Harpa Cristã
- Da Manjedoura ao Madeiro (1985)
- Ao Entardecer (1986)
- 40 anos de Bênçãos á sombra da Cruz (1992)

CDs
- Lindo Céu
- O Bom Pastor (2003)
- Quisera sempre orar (2005)
- Paz no Vale - Relançamento do LP Que Maravilha!
- Dá-me Amor (2008) - Especial 60 Anos de Gravação
- Especial 90 Anos - Jardim de Oração (2010)
- Relançamento - Dá-me Tua Mão, Pai (2013)
- Relançamento - Feliciano Amaral e Conjunto Atlas (2013)

DVD
- Ao Vivo (2007)
- Lindo Céu (2008) - gravado na Igreja Tabernáculo da Fé em Goiânia